# Deggendorf
Deggendorf je velké okresní město v Dolním Bavorsku v okrese Deggendorf. Město leží cca 55 kilometrů od Železné rudy a 87 kilometrů a od přechodu Strážný.
Město bylo poprvé zmíněno v roce 1002 jako Techindorf. Leží na křižovatce dálnic A3 a A92 s pokračováním jako silnice 11. Nachází se zde přístav na řece Dunaj, do které se nedaleko vlévá Isar.
Primátorem Deggendorfu (Oberbürgermeister) je od roku 2012 promovaný ekonom Christian Moser (* 1977), politik bavorské Křesťansko-sociální unie (CSU).

## Geografie

### Členění města
Město je rozděleno do 7 městských oblastí:
- Deggenau
- Fischerdorf
- Greising
- Mietraching
- Natternberg
- Schaching
- Seebach

## Partnerská města
- Neusiedl am See, Rakousko, 1978
- Písek, Česko, 2008